# Legacies – A sötétség öröksége
A Legacies – A sötétség öröksége (eredeti cím: Legacies) amerikai televíziós sorozat, mely 2018. október 25-én debütált a The CW-n. A The Originals – A sötétség kora és a Vámpírnaplók spin-offja.

## Áttekintés
A történet középpontjában Klaus Mikaelson és Hayley Marshall tribrid lánya, Hope Mikaelson áll, aki a Mystic Fallsban található Salvatore Iskola diákja. Alaric Saltzman a tehetséggondozó intézmény igazgatója és egyben édesapja mágia-elnyelő ikerlányainak, Josienak és Lizzinek, akik szintén az iskola tanulói. A történet során rengeteg mitológiai szörny felbukkan és a Vámpírnaplók szereplőire is utalások történnek. A sorozat a barátság köré épül, illetve a szerelem témájára.

## Epizódok
| Évad | Évad | Epizódok | Eredeti sugárzás  | Eredeti sugárzás  | Eredeti adó        | Magyar sugárzás    | Magyar sugárzás   | Magyar adó |
| Évad | Évad | Epizódok | Évadpremier       | Évadfinálé        | Eredeti adó        | Évadpremier        | Évadfinálé        | Magyar adó |
| ---- | ---- | -------- | ----------------- | ----------------- | ------------------ | ------------------ | ----------------- | ---------- |
|      | 1.   | 16       | 2018. október 25. | 2019. március 28. |                    | 2019. január 8.    | 2019. április 23. |            |
|      | 2.   | 16       | 2019. október 2.  | 2020. március 26. | 2020. január 7.    | 2020. április 21.  |                   |            |
|      | 3.   | 16       | 2021. január 21.  | 2021. június 24.  | 2021. március 14.  | 2021. augusztus 8. |                   |            |
|      | 4.   | 20       | 2021. október 14. | 2022. június 16.  | 2021. november 12. | 2022. július 22.   |                   |            |

## Szereplők
| Szereplő             | Színész               | Magyar hang        |
| -------------------- | --------------------- | ------------------ |
| Hope Mikaelson       | Danielle Rose Russell | Csifó Dorina       |
| Landon Kirby         | Aria Shahghasemi      | Gacsal Ádám        |
| Josie Saltzman       | Kaylee Bryant         | Gulás Fanni        |
| Lizzie Saltzman      | Jenny Boyd            | Györfi Laura       |
| Milton "MG" Greasley | Quincy Fouse          | Baráth István      |
| Rafael Waithe        | Peyton Alex Smith     | Kis Horváth Zoltán |
| Alaric Saltzman      | Matt Davis            | Seszták Szabolcs   |
| Dorian Williams      | Demetrius Bridges     | Papp Dániel        |
| Kaleb Hawkins        | Chris Lee             | Nagy Gereben       |
| Jed                  | Ben Levin             | Renácz Zoltán      |
| Penelope Park        | Lulu Antariksa        | Berkes Boglárka    |
| Clarke               | Nick Fink             | Penke Bence        |
| Necromancer          | Ben Geurens           | Orosz Ákos         |
| Sebastian            | Thomas Doherty        | Hevesi László      |
| Emma Tig             | Karen David           | Csuha Bori         |